# The Heart of the North
The Heart of the North er en amerikansk stumfilm fra 1921 af Harry Revier.

## Medvirkende
- Roy Stewart som John Whiley / 'Bad' Maupome
- George MorrellGeorge Morrell som Ormounde
- Harry von Meter som De Brac
- Roy Justi som Archibald
- William Lion West
- Louise Lovely som Patricia Graham
- Betty Marvin som Rosa De Brac